# Eragrostis elegantissima
Eragrostis elegantissima är en gräsart som beskrevs av Emilio Chiovenda. Eragrostis elegantissima ingår i släktet kärleksgrässläktet, och familjen gräs. Inga underarter finns listade i Catalogue of Life.